# Abdullah Abdullah
Abdullah Abdullah (Dari/Pashto: ارللر الللن; Cabul, 5 de setembro de 1960) é um político afegão que liderou o Alto Conselho de Reconciliação Nacional, que deveria liderar as negociações de paz entre afegãos e o Talibã. Ele anteriormente atuou como Chefe executivo do Afeganistão de setembro de 2014 a março de 2020 e como Ministro das Relações Exteriores de dezembro de 2001 a abril de 2005. Antes disso, ele era um membro sênior da Aliança do Norte trabalhando como conselheiro de Ahmad Shah Massoud. Ele também trabalhou como médico durante o final da década de 1990.

## Educação e carreira médica
Abdullah se formou na Naderia High School em 1976. Em seguida, ele passou a estudar oftalmologia no Departamento de Medicina da Universidade de Cabul, onde recebeu um MBBS em 1983. De 1984 a 1989 atuou como oftalmologista residente no Instituto N'oor, em Cabul. Durante a invasão soviética do Afeganistão e do governo comunista da República Democrática do Afeganistão de 1985 a 1986 ele trabalhou no hospital de oftalmologia em Peshawar, Khyber Pakhtunkhwa, Paquistão.

## Chefe executivo
Após uma derrota apertada para Ashraf Ghani no segundo turno das eleições de 2014, Abdullah tornou-se chefe do Executivo, uma posição recém-criada que abrange os poderes ministeriais. Servindo como chefe executivo, Abdullah tem se reunido ativamente com líderes empresariais internacionais e políticos, buscando investimento estrangeiro e apoio. Ele ainda procurou implementar uma série de cessar-fogo com o Talibã. Citando a desconfiança do Talibã, Abdullah tomou uma posição um pouco mais linha-dura contra o movimento talibã do que seu homólogo presidencial Ashraf Ghani, observando uma série de tentativas fracassadas de paz a longo prazo. Em abril de 2019, Abdullah optou por não comparecer ao Consultative Peace Jirga, observando que era improvável que os Jirga resolvessem quaisquer problemas.